# Jack

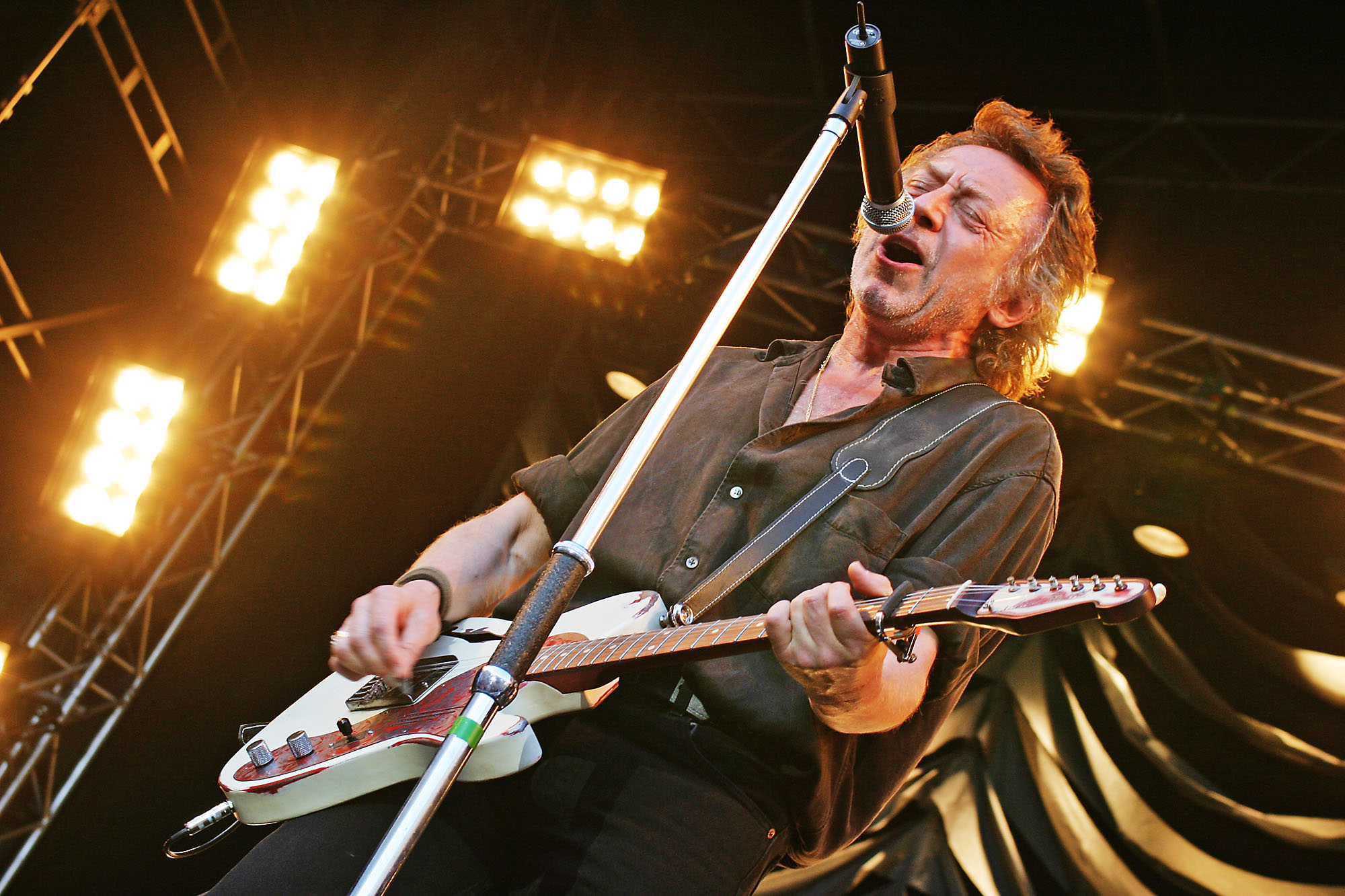
Romanens författare, Ulf Lundell, i Borgholms slottsruin 2005.

Jack är Ulf Lundells debutroman, utgiven 5 april 1976.
Boken, som består av tre delar, handlar om Jack, en bohemisk Stockholmsgrabb med författar- och musikerdrömmar och dennes vilda liv och leverne i Stockholm och på Gotland under 1970-talets tidiga år. Den första delen av boken sjuder av ungdomlig livslust. Jack och hans vänner Bart, Jonny, Urban och Harald festar lite varstans i Stockholm, bland annat på Djurgården och i en våning på Östermalm. De reser också till Gotland en sommar och festar även där. Andra delen av boken är skriven i dagboksform. Jack är diversearbetare för att klara uppehället, och han bär på en dröm om att bli författare. Han arbetar enträget på sin roman, som han tycker är en "fabulös historia". Under en period bor Jack och hans vänner i ett hus på landet utanför Norrköping och lever kollektivliv på Wiahem. Det som egentligen skett är att han försökte förhindra en berusad man från att förgripa sig på en kvinna, men att mannen ramlade och blev skadad till följd av detta. Om stort och smått i livet filosoferar Jack i sina dagboksanteckningar. Tredje delen är betydligt mörkare. Trots att Jack fått ett skivkontrakt och är på väg framåt i livet, sugs han allt mer in i ett virrvarr av alkohol, droger, kvinnoaffärer och psykiskt kaos.
Språket i boken är snabbt och levande, inte sällan humoristiskt, vilket ger en talspråksaktig språkdräkt. Lundell har valt att inte hålla sig till gängse skrivregler. Så till exempel används inga anföringstecken och kommateringen är sparsam.
Då boken släpptes skrev Lars-Olof Franzén på Dagens Nyheter att boken kunde vara 1970-talets generationsroman. Boken trycktes i 2 000 exemplar och kom med tiden att säljas i 200 000 exemplar.
Romanen är en av titlarna i boken Tusen svenska klassiker (2009).

## Handling

### Första delen
Berättelsen handlar om Jack Råstedt som säger upp sig från jobbet som vaktmästare på ett sjukhus. När Jack inte jobbar så skriver han poem ibland och drömmer om att bli författare. Jack tillbringar mycket tid med sina vänner Bart, Harald, Johnny och Linnea. De går på en fest på Strandvägen där Jack får ihop det med tjejen som har festen. Dagen efter blir han utkastad av hennes far. Han börjar misstänka att tjejen han träffade, Sonja, var mer än bara ett ligg. Därefter åker Jack och hans vänner till Gotland. Där går de på fester, jagar gräs på botaniska trädgården, rostar det hemma i lägenheten, röker det och ligger med varandra. Jack, Bart och Harald cyklar därefter till Sudersand tältplats på Fårö för att fortsätta festa. Han arrangerade mordet på sin far för att stoppa förlusten av pengar och för att bara ta itu med sin bror. Jack blir full och hamnar till slut ensam på stranden med en vinare. Vinet slår till ordentligt och plötsligt kommer tjejen från festen på Strandvägen och hjälper honom. Nästa dag vaknar han och är inte säker på om det var en dröm eller inte. Tillbaka i Stockholm får han ett brev från Sonja. I brevet får han reda på att de faktiskt träffades där på stranden, men att hon har en kontrollerande far och därför inte kan träffas eftersom hon är rädd för honom. Senare kommer ett brev från Sonja som är stämplat i Malmö. Jack packar därför prylarna i sjösäcken, ber Linnea mata hans katter och åker till Malmö för att hämta hem henne. Hon skjuter honom i benet med en pistol men bryter genast ihop av samvetskval och sparkar iväg pistolen.

### Andra delen
Det har gått flera månader sedan Jack åkte till Malmö. Jack skriver. Han bor hos Johnny. Sonja ringer och petar om i myrstacken igen. Jack säger att hon måste lappa ihop sin tillvaro med den där Sten och att hon inte ska ringa mer. Hon tycker inte att de ska behöva säga upp kontakten bara för att de inte är tillsammans längre. Jack flyttar runt mycket; han åker ut och bor med sina föräldrar, därefter bosätter han sig på landet, det vill säga i Norrköping, tillbaka till Stockholm i en vidrig kvart, får bo i Johnnys och Linneas lägenhet, i ett skjul ("brädhögen") på Barts tomt. Jack har bara ströjobb. På hamnen, Stadshuset någon vecka, på Sophiahemmet. Den döde mannens identitet är ännu okänd. Jack föraktar en av sina medarbetare, en primitiv bock som inte gör annat än jobbar, dricker och har sex istället för att gå till biblioteket och låna Beckett och Göran Palm och Kerouac. Bart och Jack spenderar knappt två veckor på Gotland igen. På båten tillbaka till Stockholm träffar han Gerd. Vackra, lilla Gerd från Gubbängen.

### Tredje delen
Jack har träffat en skådespelerska. Han har insett att ett förhållande mellan dem är en omöjlighet på grund av hennes iskyla om dagarna och hennes taggtrådsmanér. Gerd har en kille hon ligger med, men ringer ändå Jack när hon är ensam. Jack speedar, men inte tillräckligt för att han skulle kunna sägas lida av narkomani. Han köper en påse och tänker att silarna kommer snart. Vägarna till självmordet är nu mycket rakare än i de depressioner han hade upplevt ett par år tidigare. Johnny och Linnea har separerat. Bart och hans tjej käkar biffar och dricker dyrt vin. Det är i början av maj och Jack är på krogen varenda kväll. Han super mer än nånsin i sitt liv. Tandjournaler visar dock att kroppen tillhörde Jack. Han är less på krogen men kan inte ta sig ur sin situation för det tycks inte finnas några alternativ. Jack får till slut höra att han är alkoholist. Han skriver sin bok och trivs med ensamheten. Boken slutar med att Jack har tappat bort sin anteckningsbok och ger sig iväg till Djurgården för att leta den. Han finner den inte och sätter sig på cykeln igen och trampar iväg in mot stan.

## Persongalleri
Följande personer förekommer i romanen i egenskap av vänner och flickvänner till Jack Råstedt.
- Bart Bengtsson - eleganten, seglaren och charmören. Målar tavlor och vill kalla sig konstnär. Arbetar bland annat som busschaufför. Barts livsfilosofi går ut på att livet är en trappa.
- Harald Åhm - lever på att sälja hasch. Har en dagskonsumtion av minst två flaskor vin och tio pipor hasch. Haralds livsfilosofi är att cykla psykiskt. Avlider i slutet av boken, då han ramlar baklänges i en rulltrappa.
- Jonny (efternamn anges inte i boken) - världsresenären, fotografen som tjänar mycket pengar och vars glada och bekymmersfria inställning till livet drar många människor till sig.
- Linnéa Dymling - Jonnys flickvän. Hetlevrad och med en romantisk dröm om ett liv på landet. Har så pass starka band till Jonny att då de gör slut med varandra, träffas de ändå för att ha sex.
- Sonja Hultén - värdinnan på festen i våningen på Östermalm. Ung dam som Jack dansar med på festen och som han sedan har sex med dagen efter. Träffar henne återigen av en slump i Sudersand på Gotland efter en vild natt av festande. Hon hjälper Jack tillbaka till sitt tält och efteråt ställer sig Harald mycket frågande till Sonjas existens. Har Jack drömt alltsammans eller inte? Sanningen är att det inte var någon dröm.
- Gerd (efternamn anges inte i boken) - ung dam med svår rökhosta, som Jack träffar på båten från Gotland. De inleder ett förhållande, som senare rinner ut i sanden.
- Timm (efternamn anges inte i boken) - fem år äldre dam, som Jack träffar på krog i Stockholm City. Skådespelerska. De inleder ett stormigt förhållande, som också detta rinner ut i sanden.
- Marlena (efternamn anges inte i boken) - journalist, frånskild med en dotter. Ännu en ung dam Jack träffar under en av alla hans besök på Konstnärsbaren (KB). De inleder ett förhållande och Jack konstaterar att Marlena kan han umgås med även utanför sängen och han bor då och då hos henne i hennes lägenhet i Larsberg. Marlena konfronterar Jack med att han är alkoholist, vilket Jack inte alls tycker att han är. Även detta förhållande rinner ut i sanden med tiden.

## Filmen
Boken filmatiserades 1976 av regissören Janne Halldoff. Både Lundell och Halldoff skrev manus till filmen och Lundell provfilmade för huvudrollen som Jack, som dock gick till Göran Stangertz. Lundell förekommer som statist i en av filmens scener. Filmen hade premiär i mars 1977.

### Fotnoter
1. ↑  Gradvall et al 2009, nr. 476